# Cladonia sprucei
Cladonia sprucei är en lavart som beskrevs av Ahti. Cladonia sprucei ingår i släktet Cladonia och familjen Cladoniaceae.   Inga underarter finns listade i Catalogue of Life.